# Dia Internacional da Língua Materna
O Dia Internacional da Língua Materna é uma comemoração mundial anual realizada em 21 de fevereiro para promover a conscientização sobre a diversidade linguística e cultural e para promover o multilinguismo. Anunciado pela primeira vez pela UNESCO em 17 de novembro de 1999, foi formalmente reconhecido pela Assembleia Geral das Nações Unidas com a adoção da resolução 56/262 da ONU em 2002. O Dia da Língua Materna faz parte de uma iniciativa mais ampla "para promover a preservação e proteção de todas as línguas usadas pelos povos do mundo", conforme adotado pela Assembleia Geral da ONU em 16 de maio de 2007 na resolução 61/266 da ONU, que também estabeleceu 2008 como o Ano Internacional das Línguas. A ideia de comemorar o Dia Internacional da Língua Materna foi iniciativa de Bangladesh. Em Bangladesh, 21 de fevereiro é o aniversário do dia em que o povo de Bangladesh (então Paquistão Oriental) lutou pelo reconhecimento da língua bengali. Também é comemorado em West Bengal, Índia.

## História

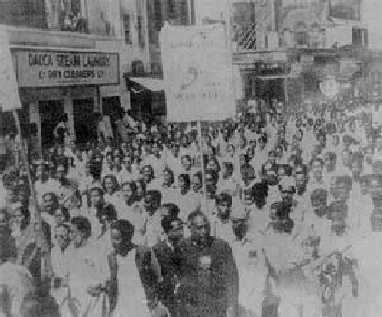
Marcha da procissão realizada a 21 de fevereiro de 1952 em Dhaka

O dia 21 de fevereiro foi declarado o Dia Internacional da Língua Materna pela UNESCO em 1999. Tem sido celebrado em todo o mundo desde 21 de fevereiro de 2000. A declaração foi feita em homenagem ao Movimento da Língua feito pelos bangladeshianos (então paquistaneses orientais).
Quando o Paquistão foi criado em 1947, ele tinha duas partes geograficamente separadas: Paquistão Oriental (atualmente conhecido como Bangladesh) e Paquistão Ocidental (atualmente conhecido como Paquistão). As duas partes eram muito diferentes entre si no sentido de cultura, idioma, etc. As duas partes também eram separadas pela Índia.
Em 1948, o então governo do Paquistão declarou o urdu como a única língua nacional do Paquistão, embora o bengali fosse falado pela maioria das pessoas que combinavam o Paquistão Oriental (agora Bangladesh) e o Paquistão Ocidental (agora Paquistão). O povo do Paquistão Oriental protestou, já que a maioria da população era do Paquistão Oriental e sua língua materna era o bengali. Eles exigiam que o bengali fosse pelo menos uma das línguas nacionais, além do urdu. A demanda foi levantada primeiro por Dhirendranath Datta do Paquistão Oriental em 23 de fevereiro de 1948, na Assembleia constituinte do Paquistão.
Para demolir o protesto, o governo do Paquistão proibiu reuniões públicas e comícios. Os estudantes da Universidade de Dhaka, com o apoio do público em geral, organizaram grandes comícios e reuniões. Em 21 de fevereiro de 1952, a polícia abriu fogo contra comícios. Salam, Barkat, Rafiq, Jabbar e Shafiur morreram, com centenas de outros feridos. Este é um incidente raro na história, onde as pessoas sacrificaram suas vidas por sua língua materna.
Desde então, os bangladeshianos comemoram o Dia Internacional da Língua Materna como um de seus dias trágicos. Eles visitam o Shaheed Minar, um monumento construído em memória dos mártires e suas réplicas para expressar sua profunda tristeza, respeito e gratidão a eles.

O Dia Internacional da Língua Materna é um feriado nacional em Bangladesh. A resolução foi sugerida por Rafiqul Islam e Abdus Salam, bengalis que vivem em Vancouver, Canadá. Eles escreveram uma carta a Kofi Annan em 9 de janeiro de 1998 pedindo-lhe que tomasse um passo para salvar as línguas do mundo da extinção, declarando um Dia Internacional da Língua Materna. Rafiq propôs a data para 21 de fevereiro para comemorar os assassinatos de 1952 em Dhaka durante o Movimento da Língua. 
As línguas são os instrumentos mais poderosos para preservar e desenvolver nosso patrimônio tangível e intangível. Todos os movimentos para promover a disseminação das línguas maternas servirão não apenas para encorajar a diversidade linguística e a educação multilíngue, mas também para desenvolver uma consciência mais plena das tradições linguísticas e culturais em todo o mundo e para inspirar a solidariedade baseada na compreensão, tolerância e diálogo. -  Do microsite do Dia Internacional da Língua Materna das Nações Unidas
A proposta de Rafiqul Islam foi apresentada no parlamento de Bangladesh e no devido tempo (a pedido da primeira-ministra Sheikh Hasina) uma proposta formal foi apresentada à UNESCO pelo governo de Bangladesh. O processo de acompanhamento da proposta por meio do sistema regulatório da UNESCO foi conduzido por Syed Muazzem Ali, então embaixador de Bangladesh na França e Representante Permanente da UNESCO, e Tozammel Tony Huq, seu antecessor, que era então conselheiro especial do secretário-geral da UNESCO, Federico Mayor. Finalmente, em 17 de novembro de 1999, a 30ª Assembleia Geral da UNESCO decidiu por unanimidade que "21 de fevereiro seja proclamado Dia Internacional da Língua Materna em todo o mundo para comemorar os mártires que sacrificaram suas vidas neste mesmo dia em 1952".